# الشعور (فلم)
فيلم الشعور (بالإنجليزية: Feels) هو فيلم كوميدي درامي لعام 2017 من إخراج جوني لاماغك.

## موجز
فيلم الشعور (Feels) هو كوميديا مرتجلة عن مجموعة من الأصدقاء الذين انطلقوا في عطلة نهاية أسبوع .
تحت تأثير الكحول، تعترف «لو» للجميع بأنها لم تحصل على هزة الجماع أبدًا، لمفاجأة أندي وافزاعه. ثم تنتهي عطلة نهاية الأسبوع الممتعة بطرق غير متوقعة، مما دفع الجميع إلى التفكير في مواضيع مثل الثقة والحب وهزات الجماع الأولى.

## الممثلون والادوار
- كونستانس وو - أندي / العريس
- أنجيلا تريمبور - لو / العروس
- جوش فادم - جوش
- جيني لامارك - أخت نيكي / لو
- مينارد - هيلين العادية
- لورين باركس - فيفيان
- كارين تاتويان - كارين

## روابط خارجية
- مقالات تستعمل روابط فنية بلا صلة مع ويكي بيانات